# Hạ đường huyết tiểu đường
Hạ đường huyết tiểu đường là mức đường huyết thấp xảy ra ở một người bị tiểu đường. Đây là một trong những loại hạ đường huyết phổ biến nhất được thấy trong các khoa cấp cứu và bệnh viện. Theo Hệ thống giám sát chấn thương điện tử toàn Hoa Kỳ (NEISS-AIP), và dựa trên một mẫu được kiểm tra từ năm 2004 đến 2005, ước tính 55.819 trường hợp (chiếm 8,0% tổng số ca nhập viện) liên quan đến insulin, và hạ đường huyết nghiêm trọng có thể là sự kiện phổ biến nhất.
Nói chung, hạ đường huyết xảy ra khi một phương pháp điều trị hạ đường huyết tăng của bệnh tiểu đường không chính xác phù hợp với nhu cầu sinh lý của cơ thể, và do đó làm cho glucose giảm xuống mức dưới mức bình thường.

## Định nghĩa
Một "số" thường được sử dụng để xác định giới hạn dưới của glucose bình thường là 70 mg/dl (3,9 mmol/l), mặc dù ở người bị tiểu đường, các triệu chứng hạ đường huyết đôi khi có thể xảy ra ở mức glucose cao hơn, hoặc có thể không xảy ra ở mức thấp hơn. Một số sách giáo khoa cho điều dưỡng và chăm sóc trước bệnh viện sử dụng phạm vi 80 mg/dl đến 120 mg/dl (4,4 mmol/l đến 6,7 mmol/l). Sự thay đổi này được kết hợp thêm bởi sự không chính xác của phép đo máy đo glucose ở mức thấp hoặc khả năng thay đổi mức glucose nhanh chóng ở người bệnh.

## Dấu hiệu và triệu chứng
Hạ đường huyết tiểu đường có thể nhẹ, công nhận dễ dàng bằng cách cho bệnh nhân, và quay ngược lại tiến trình với một lượng nhỏ carbohydrat ăn vào hoặc say rượu, hoặc nó có thể đủ nghiêm trọng để gây bất tỉnh yêu cầu tiêm tĩnh mạch dextrose hoặc tiêm glucagon. Bất tỉnh do hạ đường huyết nghiêm trọng là một dạng hôn mê do tiểu đường. Một định nghĩa y học phổ biến về hạ đường huyết nặng là "hạ đường huyết đủ nghiêm trọng mà người bệnh cần hỗ trợ trong việc xử lý". Một bệnh đồng mắc là vấn đề hạ đường huyết mà không nhận thức được. Nghiên cứu gần đây sử dụng phương pháp học máy đã được chứng minh là thành công trong việc dự đoán các đợt hạ đường huyết nghiêm trọng như vậy.
Các triệu chứng của hạ đường huyết tiểu đường, khi chúng xảy ra, là những triệu chứng hạ đường huyết: neuroglycopenic, adrenergic và bụng. Các triệu chứng và tác dụng có thể nhẹ, trung bình hoặc nặng, tùy thuộc vào mức độ giảm glucose và một loạt các yếu tố khác. Rất hiếm khi bị hạ đường huyết do tiểu đường dẫn đến tổn thương não hoặc tử vong. Thật vậy, ước tính có 2-4% ca tử vong của những người bị tiểu đường loại 1 đã được quy cho hạ đường huyết.